# Стрийтбол
Стрийтболът (на английски: Streetball – уличен баскетбол) е спорт, подобен на баскетбола. Появява се през 1950-те години в бедните квартали на САЩ.
2 отбора играят на игрище с размерите на половин баскетболно игрище и вкарват топката в един и същи кош. Най-разпространеният вид е когато се играе в 2 отбора по 3 души. Може един отбор да е от 3 до 5 играча. В други разновидности се играе 2 срещу 2 или 1 срещу 1. Не съществуват установени правила при стрийтбола. Участниците се договарят за тях преди началото на играта.
В повечето случаи се играе до 11 точки или за време, независимо от коя позиция на терена е вкарана топката, като всеки кош се брои за 1 точка. Според правилата играчът с топката, стъпил отвън терена с 1 крак, е аут. Може играчите да се договорят дали топката при аут да е свободна: например, да можеш да подадеш топката на човек, без да има някой да го пази. Но всичко това зависи от договорилите се преди играта играчи. За двоен дрибъл се счита, когато играчът с топката скочи и не я подаде или стреля във въздуха. Има хитрини, например: ако си с топката и си я хванал, имаш крачки и правото да стреляш, но докоснеш ли играча, който те е затворил с топката, имаш право да започнеш да дриблираш. При Стрийтбола може да се договаряш за крачките например
играта да се играе без правилото за крачки.